# Premio Internacional Grupo Compostela Junta de Galicia
El Premio Internacional Grupo Compostela Junta de Galicia o también llamado Premio Grupo Compostela, es un galardón anual otorgado conjuntamente por el Grupo Compostela de Universidades y el Gobierno gallego. El premio condecora a aquellas personas o instituciones que hayan destacado debido a su trabajo en favor de la difusión de proyectos o ideas de alcance internacional, especialmente aquellas relacionadas con la promoción del ideal común europeo, la educación y la preservación de nuestra herencia cultural.
La Junta de Galicia y las universidades miembros del Grupo Compostela presentan anualmente candidaturas a este premio, el cual está dotado de una recompensa monetaria y una medalla de oro conmemorativa con forma de concha (el símbolo durante siglos del peregrinaje a Santiago y la imagen escogida por el Grupo Compostela de Universidades).
La primera entrega del galardón tuvo lugar en 1997 tras la firma de un acuerdo entre el Grupo Compostela de Universidades y la Consejería de Cultura, Comunicación Social y Turismo.

## Premiados
| Año  | Imagen | Nombre                              |
| ---- | ------ | ----------------------------------- |
| 1997 |        | Jacques Santer                      |
| 1998 |        | Vaclav Havel                        |
| 1999 |        | Helmut Rilling                      |
| 2000 |        | Cees Nooteboom                      |
| 2001 |        | Carla Del Ponte                     |
| 2002 |        | Álvaro Siza                         |
| 2003 |        | Manuel Díaz y Díaz                  |
| 2004 |        | Miquel Siguán                       |
| 2005 |        | Wladyslaw Bartoszewski              |
| 2006 |        | Grupo Helsinki de Mujeres y Ciencia |
| 2007 |        | Manuel Castells                     |
| 2008 |        | Arte (canal de televisión)          |
| 2009 |        | Amin Maalouf                        |
| 2010 |        | Mohamed ElBaradei                   |
| 2011 |        | Neelie Kroes                        |
| 2012 |        | Colegio de Europa                   |
| 2013 |        | Euronews                            |
| 2014 |        | Lennart Levi[3]                     |
| 2015 |        | Programa Erasmus                    |
| 2017 |        | Marcelino Oreja Aguirre             |
| 2018 |        | Mª Pilar Alonso Abad                |
| 2019 |        | George D. Greenia                   |
| 2020 |        | Carlos Villanueva Abelairas         |
| 2021 |        | Javier Solana                       |